# Защитное снаряжение для собак
Защитное снаряжение для собак — это средства защиты, которые используются для снижения риска гибели, ранения или травмы служебных собак.

## История

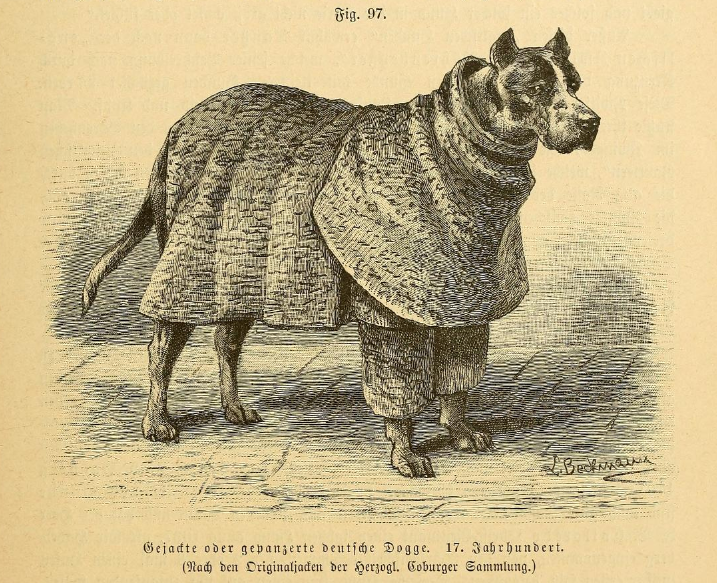
бойцовая собака XVII века в защитном снаряжении из ткани (рисунок 1895 года)

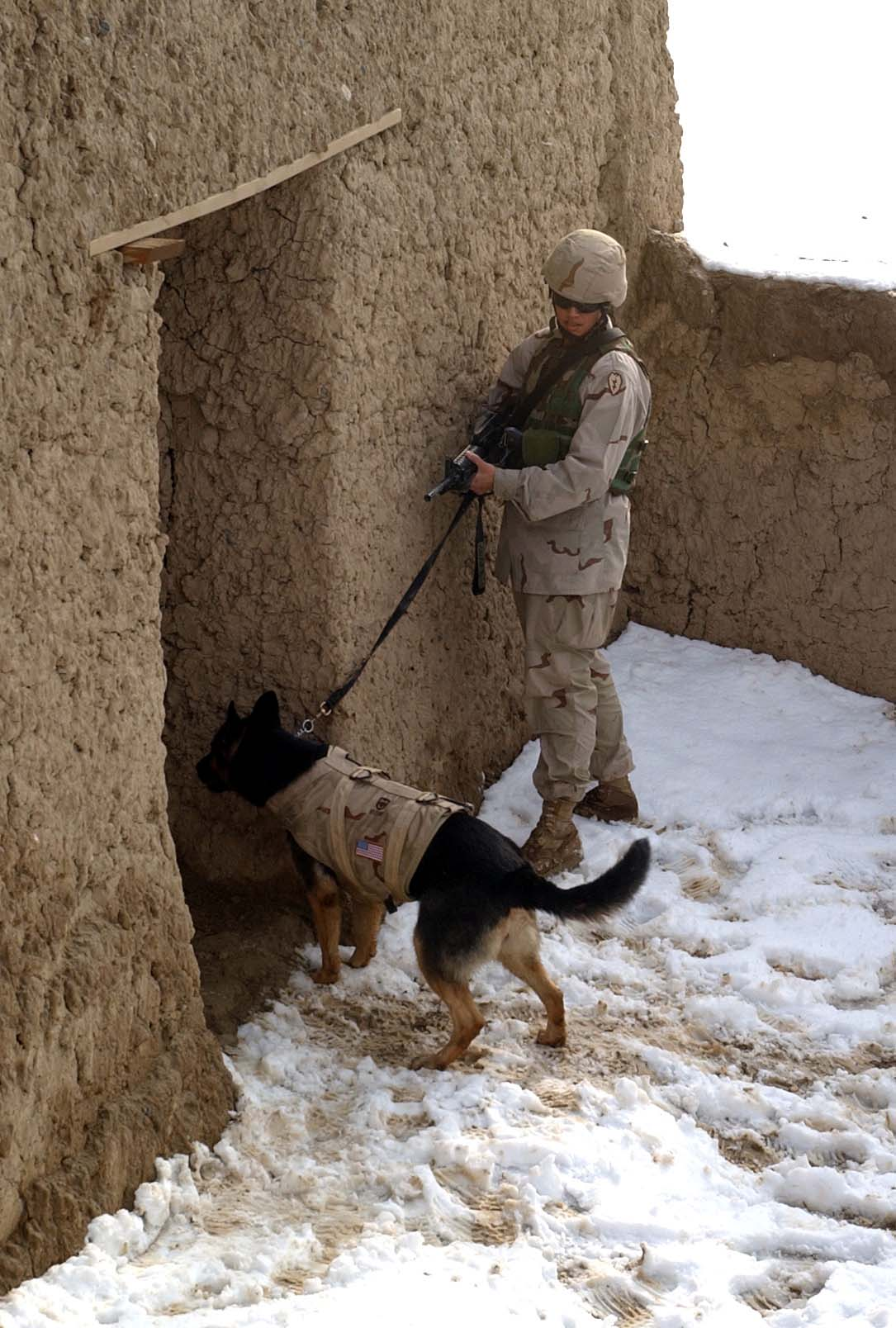
Боевая собака в пулезащитном жилете «К9 Storm» и кинолог 25-й роты военной полиции США во время тренировки на авиабазе Баграм (25 февраля 2005)

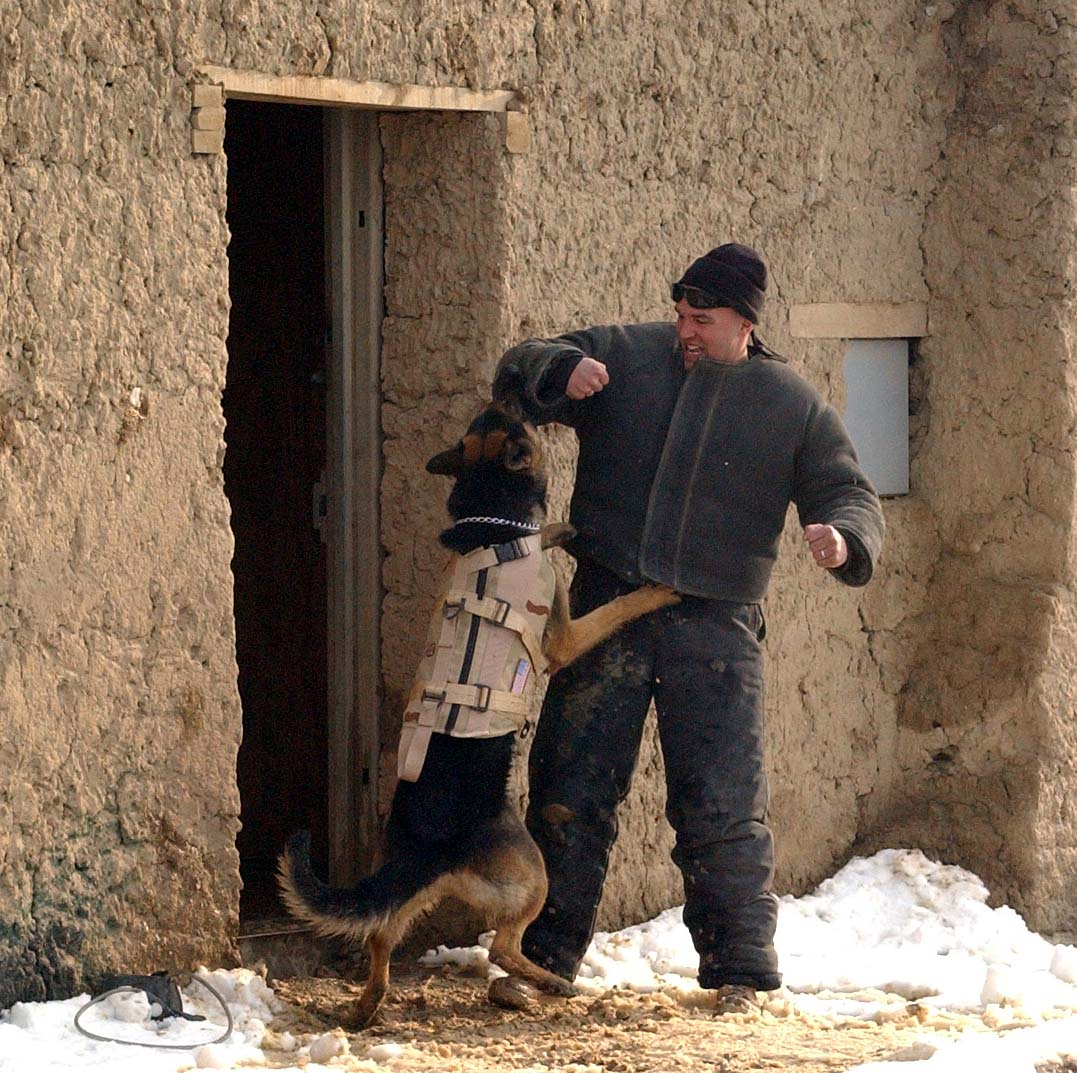
Боевая собака в пулезащитном жилете «К9 Storm» во время тренировки на авиабазе Баграм (25 февраля 2005)

Изготовление защитного снаряжения для сохранения жизни и здоровья боевых собак имеет длительную историю. В 1-м веке до нашей эры кельты в сражениях с римлянами использовали специально обученных псов, шеи которых защищали металлические ошейники, а тело было защищено подобием панциря.
В средние века и Новое время в странах Европы проводились собачьи бои, в некоторых случаях в них участвовали собаки, одетые в защитное снаряжение.
После того, как во время первой мировой войны началось применение отравляющих газов, в странах Европы началась разработка противогазов для людей, лошадей и собак.
Первый известный образец пулезащитного бронежилета для собаки изготовил из стандартного бронежилета сотрудник полиции Виннипега Джим Слейтер, когда в 1996 году вместе со своей служебной собакой участвовал в подавлении тюремного бунта, участники которого вооружились самодельным холодным оружием.
В 1997 году он основал фирму «K9 Storm» по производству снаряжения и средств защиты для собак, в перечень продукции которой вошли защитные жилеты для собак, но на совершенствование конструкции жилета потребовалось несколько лет. В октябре 1998 года конструкция «пуленепробиваемого жилета для собак» была запатентована.
В 2000 году защитные жилеты были введены для собак подразделения К-9 полиции Нью-Йорка. Кевларовый бронежилет массой 5 фунтов, рассчитанный на ношение немецкой овчаркой, обеспечивал защиту собак от выстрелов из огнестрельного оружия и ударов холодным оружием, в дальнейшем их начали закупать другие полицейские департаменты, до августа 2014 года в подразделения К-9 полиции США поступило 2000 бронежилетов для собак.
В декабре 2003 года кевларовыми защитными жилетами начали оснащать собак в подразделениях К-9 корпуса морской пехоты США, участвовавших в войне в Афганистане и войне в Ираке.
В конце 2007 года первые образцы противоосколочных собачьих бронежилетов российского производства поступили на испытания во внутренние войска МВД РФ. В дальнейшем, такие противоосколочные жилеты поступали в сапёрные подразделения ВВ МВД РФ и вооружённых сил РФ для защиты собак-миноискателей.
До ноября 2015 года в России были разработаны шесть различных вариантов бронежилетов для собак.
В декабре 2015 года партию противоосколочных бронежилетов для собак получила пограничная служба Украины. Разработчиком и производителем защитного жилета массой 1 кг стала киевская компания ООО «Украинская броня». Жилеты были изготовлены на внебюджетные средства на одном из киевских предприятий и переданы в опытную эксплуатацию в Луганский пограничный отряд Восточного регионального управления ГПСУ для выявления возможных недочётов конструкции, соответствующий техническому заданию вариант жилета был создан в 2016 году.

## Описание

### Противогазы для собак

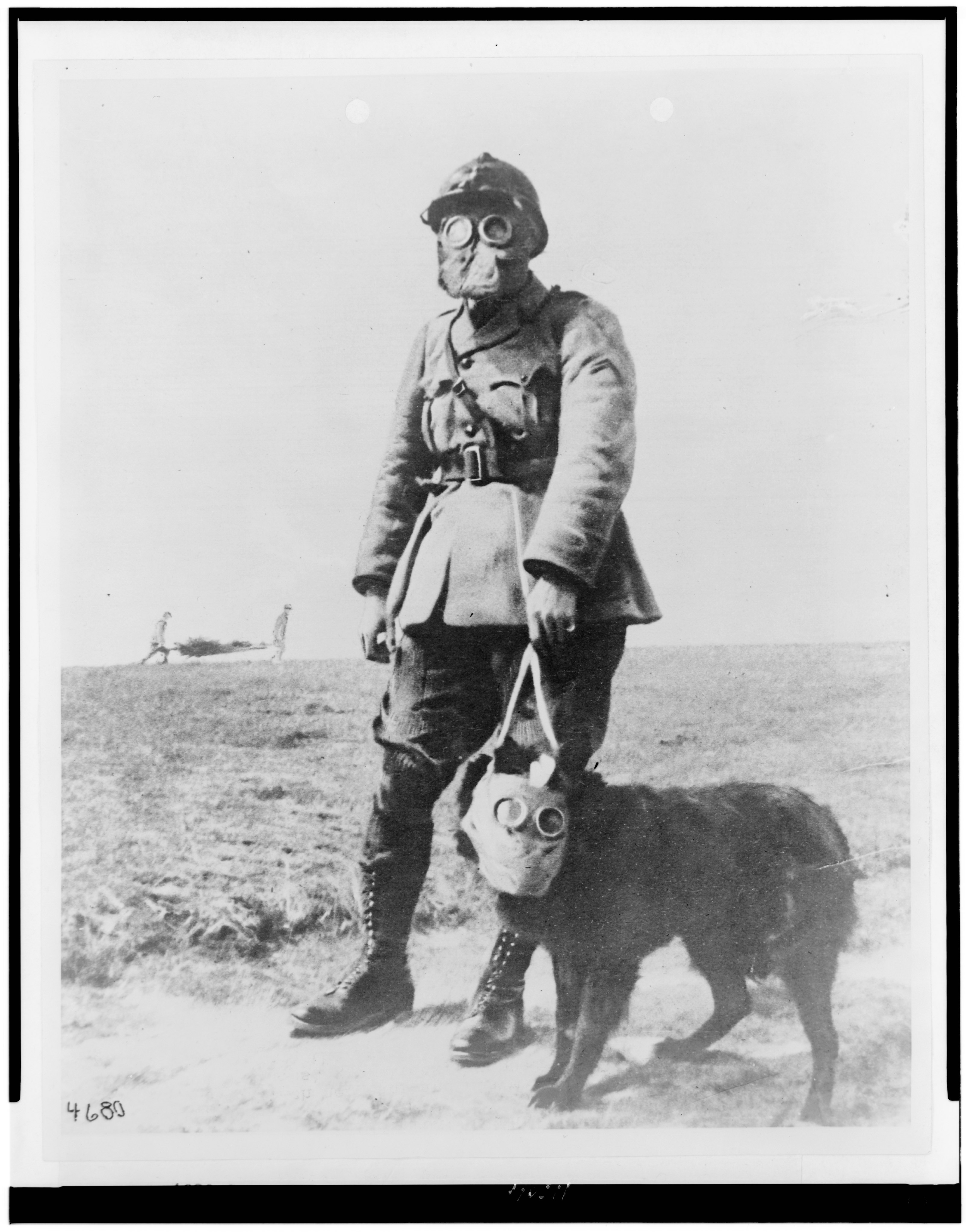
солдат и собака в противогазах (1-я мировая война)

Предназначены для защиты животных от химического оружия. Первые образцы противогазов для служебных собак были разработаны во Франции на основе конструкции армейского противогаза. В Германии для собак был разработан специальный респиратор (в виде резиновой маски с фильтрами и окулярами для защиты глаз). В 1932-1939 гг. противогазы для служебных собак были разработаны в СССР и официально приняты на вооружение РККА. Позднее, во время второй мировой войны противогазы для собак разрабатывались в Великобритании.

### Защитные жилеты для собак
Защитное снаряжение для служебных собак (англ. canine body armor) различается в зависимости от функционального назначения:
- противоосколочные жилеты для защиты собак-миноискателей имеют увеличенную площадь защиты, но большую массу (варианты исполнения для лабрадоров и немецких овчарок весят около 5 кг), это ограничивает подвижность и становится причиной быстрого утомления собаки[10]
- защитные жилеты для штурмовых собак полицейских и антитеррористических подразделений (которые должны действовать вместе с бойцами спецназа) имеют меньшую массу и площадь защиты, бронепанели выполняют подвижными, чтобы собака сохраняла возможность выполнять прыжки, маневрировать и быстро перемещаться[10].

Защитное снаряжение надевают только на предварительно обученных собак.
Бронежилеты для собак не предназначены для постоянного ношения. Длительное ношение защитного снаряжения затрудняет теплоотдачу и может вызвать перегрев, переутомление и небоеспособность собаки. Физические нагрузки сокращают время, в течение которого собака сохраняет способность к действиям.
Стоимость бронежилета для собаки сопоставима и даже может превышать стоимость бронежилета для человека (поскольку «собачий бронежилет» является малосерийным изделием, которое изготавливают по лекалам для конкретной породы собак).
Некоторые модели бронежилетов для собак могут быть оснащены дополнительными элементами (так, бронежилет БжС производства ОАО «Армоком» оборудован системой для десантирования собаки с парашютом и спуска по тросам, на некоторые модели защитного снаряжения для полицейских собак предусмотрена установка съемных элементов из светоотражающего материала).

#### Идентификационные жилеты для собак

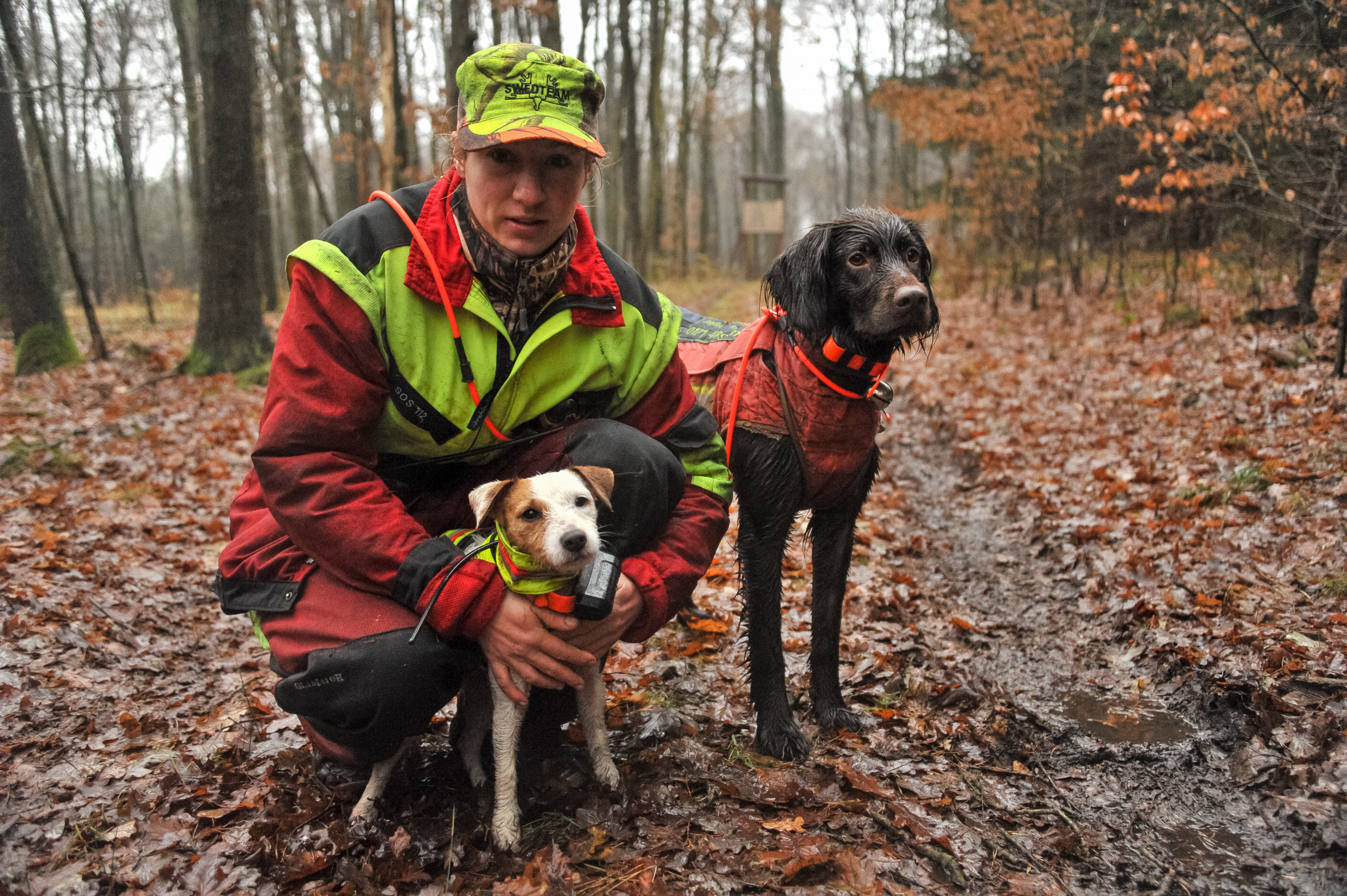
охотничьи собаки в идентификационных жилетах из светоотражающей синтетической ткани и GPS-маяками на ошейниках (2013 год)

Представляют собой жилеты или попоны из яркой ткани, используются на служебных собаках поисково-спасательных служб для облегчения их распознавания на местности. Кроме того, аналогичные жилеты иногда используются во время конкурсов, тренировок и соревнований охотничьих собак для быстрого опознания животных-участников судьями и зрителями.

#### Спасательные жилеты для собак

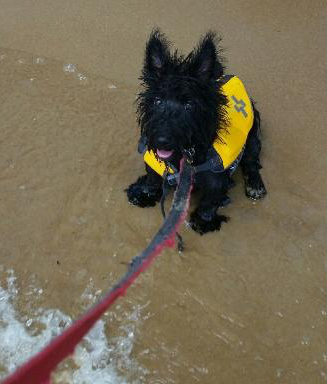
собака в спасательном жилете

Спасательные жилеты для собак для поддержания собаки на воде длительное время во время наводнения или кораблекрушения.

### Защитные очки для собак

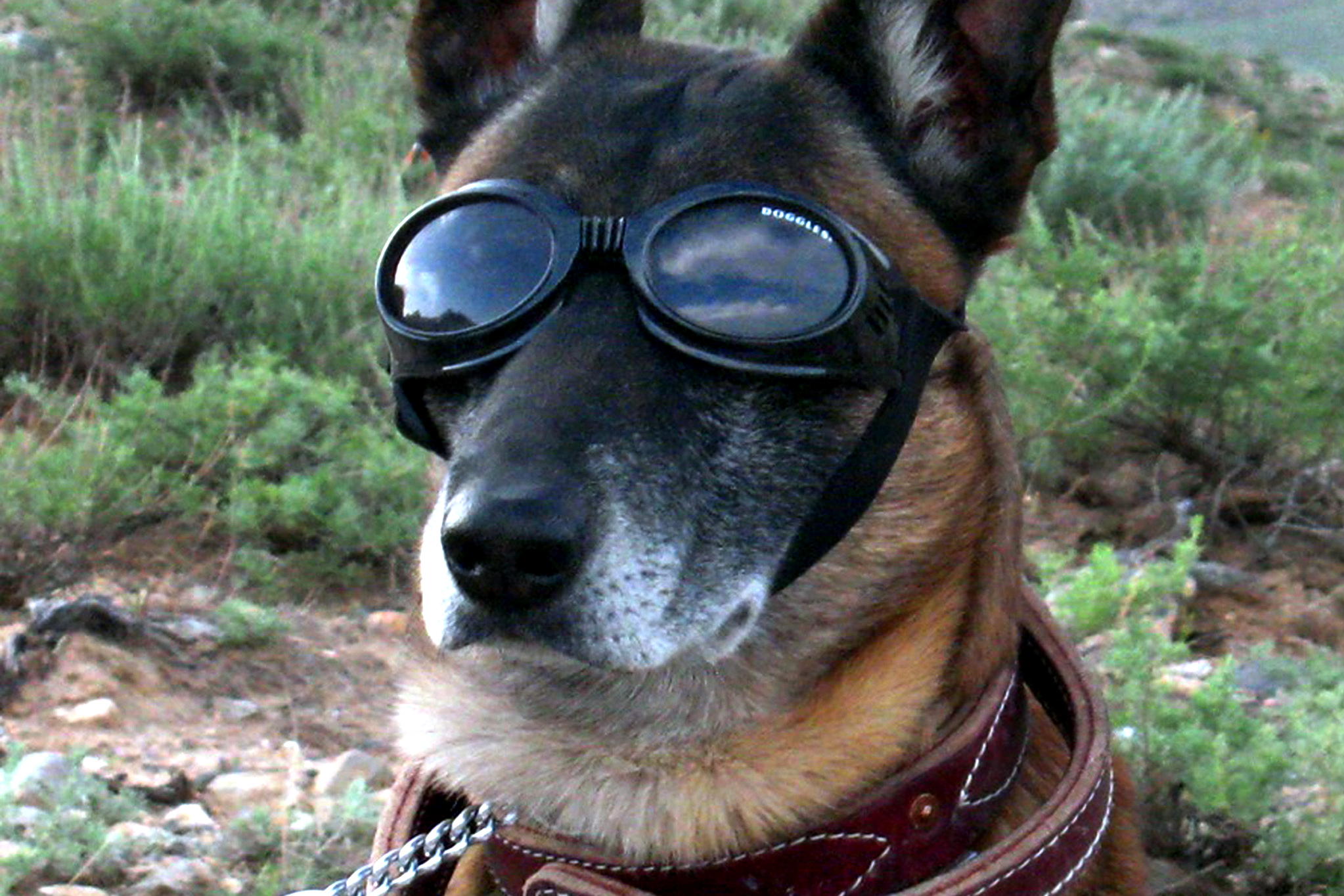
служебная собака армии США в защитных очках «Doggles» в Афганистане (11 мая 2010)

В 2004 году войска США в Ираке начали использовать защитные очки из поликарбоната «Doggles», предназначенные для защиты глаз служебных собак от попадания пыли и песка.

### Защитные наушники для собак

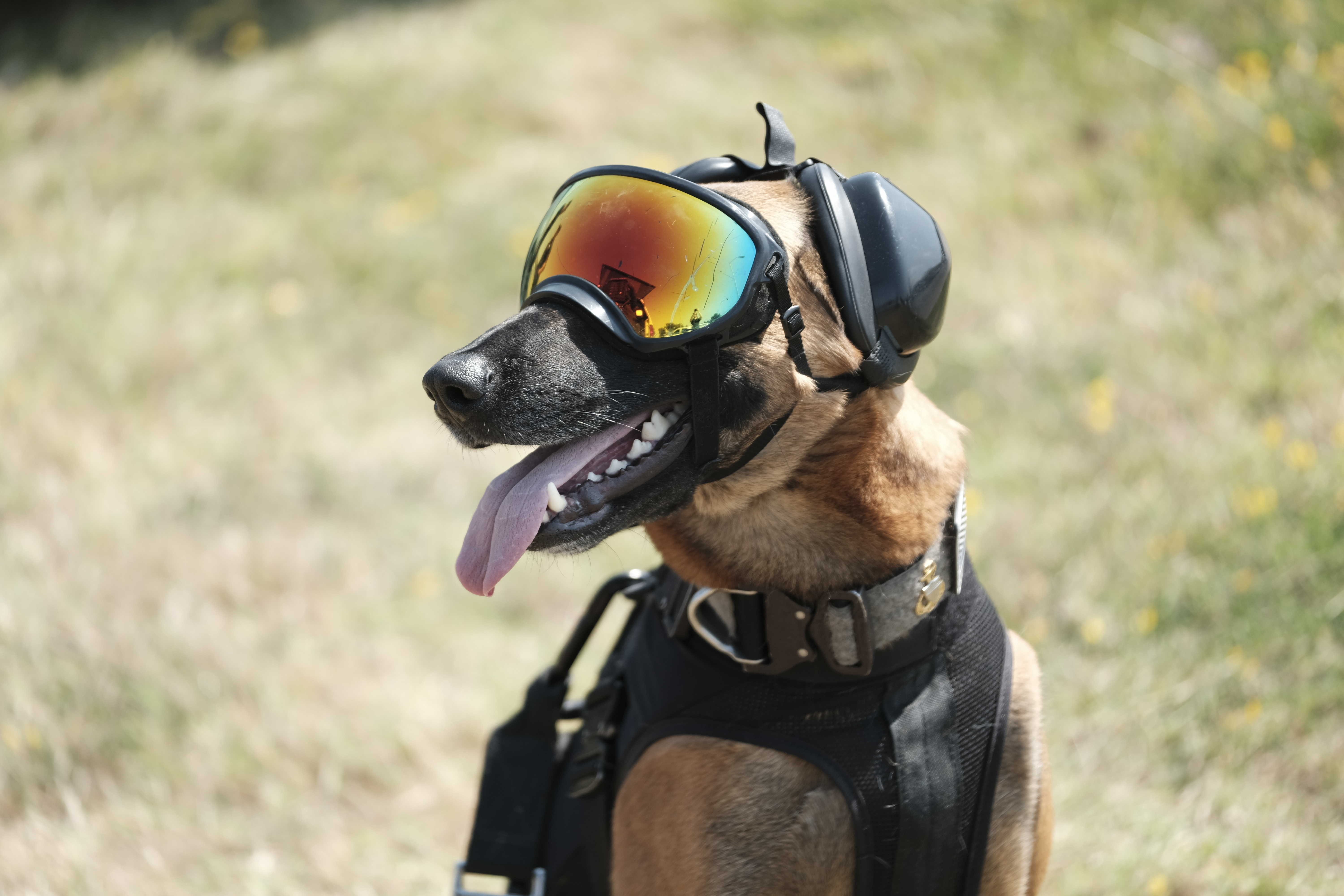
боевая собака в США, в бронежилете, очках и наушниках 2017 год

Защитные противошумные наушники для собак были запатентованы в сентябре 2005 года. В 2019 году отставной лейтенант военно-морских сил США Pete Scheifele предложил для защиты слуха служебных собак вооружённых сил и полиции США от громкого шума при их транспортировке на вертолётах наушники CAPS из эластичной ткани с наполнителем из мягкого шумопоглощающего материала. Опытная партия наушников CAPS была изготовлена фирмой «ZeteoTech» из штата Мэриленд и в ноябре 2019 года — передана на испытания армии США. В дальнейшем, фирма «ZeteoTech» освоила выпуск нескольких вариантов шумозащитных наушников для собак различных пород, которые предлагаются в качестве средства, обеспечивающего спокойствие собак при их транспортировке.

## Музейные экспонаты
- изготовленный в XVI веке средневековый комплект защитного снаряжения для собаки (из нескольких металлических пластин и кожаных ремней, надеваемых на тело пса поверх попоны) является экспонатом из коллекции королевского арсенала «Real Armería de Madrid» в королевском дворце в Мадриде)